# Downesia balyi
Downesia balyi es una especie de insecto coleóptero de la familia Chrysomelidae.
Fue descrita científicamente en 1950 por Judson Linsley Gressitt.